# Krwawnik szczecinkolistny
Krwawnik szczecinkolistny (Achillea setacea Waldst. & Kit.) – gatunek rośliny z rodziny astrowatych.

## Rozmieszczenie geograficzne
Występuje na niektórych obszarach Europy i Azji. Na terenie Polski uznany za wymierający. Osiąga w Polsce północną granicę zasięgu i występuje bardzo rzadko tylko na Dolnym Śląsku, w okolicach Sandomierza i w Małych Pieninach (rezerwat przyrody Biała Woda i Wysoki Wierch).

## Morfologia

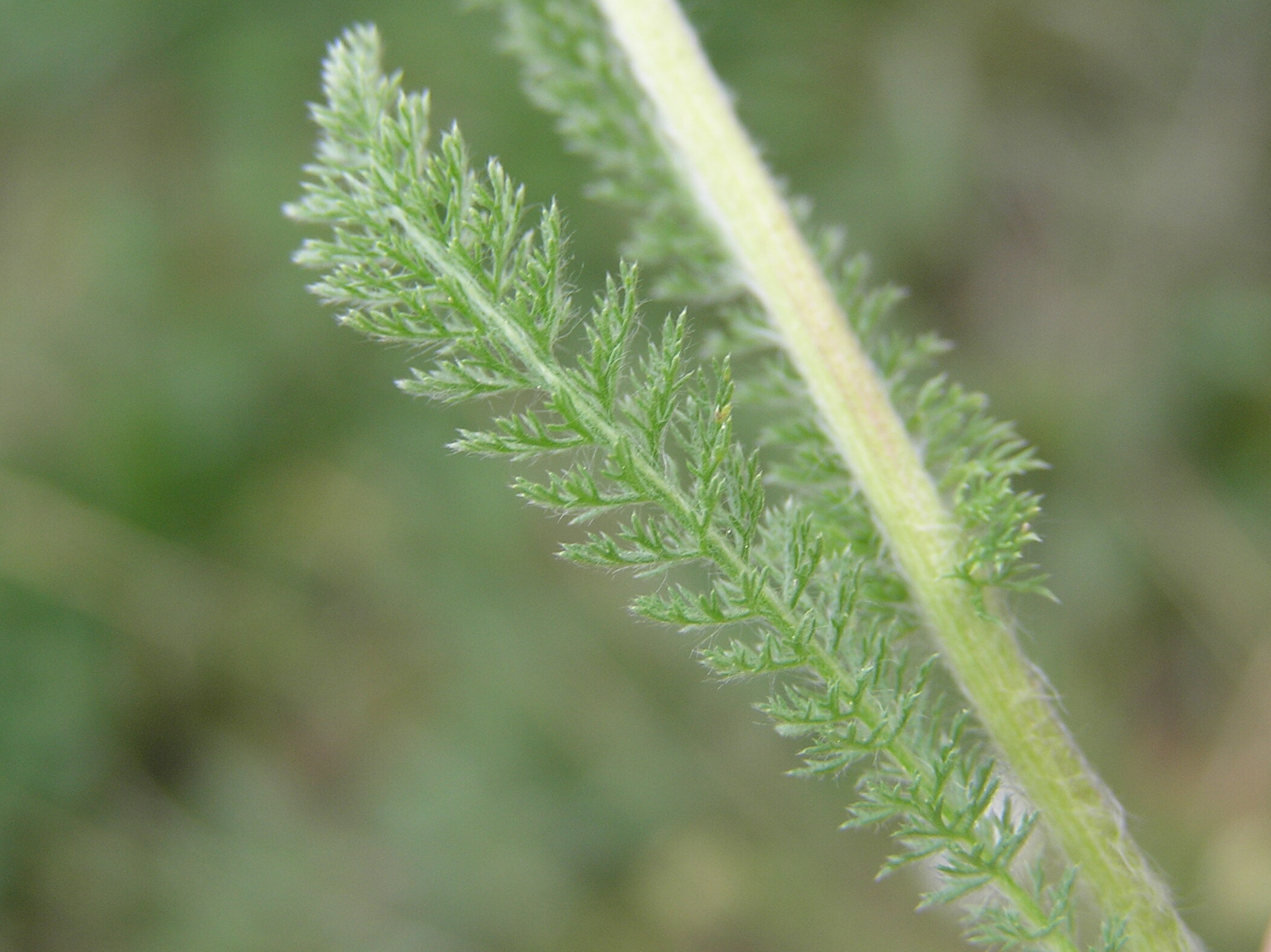
Liść

ŁodygaWyprostowana, pojedyncza, do 80 cm wysokości. Ma 12–20 międzywęźli. Pod ziemią posiada rozłogi. Cała jest gęsto owłosiona.
LiścieWszystkie (także dolne) bardzo wąskie, niemal równowąskie, o szerokości 0,5–1 cm. Są potrójnie pierzastosieczne. Łatki ostatniego rzędu włosowate, cienkie, o szerokości zaledwie 0,1-0,2 mm i bardzo gęsto skupione, niemal tworzące pęczki.
KwiatyZebrane w koszyczki, te z kolei zebrane w baldach złożony. Okrywa koszyczka jasna, długości 3–4 mm i zazwyczaj posiadająca jasnożółto brunatną obwódkę (czasami jednak jej brak). Kwiaty języczkowe białe lub żółtawo białe, w liczbie 4–6 w jednym koszyczku. Ich płatki korony są o 1,3 dłuższe od długości okrywy.
OwocNiełupka do 1,5 mm długości.

## Biologia i ekologia
Bylina, hemikryptofit. Kwitnie od lipca do października, zapylana jest przez owady. Nasiona rozsiewane są przez wiatr (anemochoria), a prawdopodobnie także przez zjadające je zwierzęta (endozoochoria). Rośnie na dobrze nasłonecznionych i suchych miejscach. Gatunek charakterystyczny dla muraw z rzędu Festucetalia valesiacae. Liczba chromosomów 2n = 18.

## Zagrożenia i ochrona
Gatunek umieszczony w Polskiej Czerwonej Księdze Roślin w kategorii CR (krytycznie zagrożony). Znajduje się także na Czerwonej liście roślin i grzybów Polski w kategorii E (wymierający — krytycznie zagrożony). W wydaniu z 2016 roku otrzymał kategorię CR.